# فریدریش ورنر فون در شولنبرگ
فریدریش ورنر گراف فون در شولنبرگ (به آلمانی: Friedrich-Werner Graf von der Schulenburg)‏ دیپلمات اهل آلمان و آخرین سفیر آلمان نازی به اتحاد جماهیر شوروی قبل از شروع عملیات بارباروسا بود.
او که فعالیت دیپلماتیک خود را قبل از جنگ جهانی اول شروع کرده بود و به عنوان کنسول و سفیر در چندین کشور خدمت کرده بود. پس از شکست کودتای ۲۰ ژوئیه شولنبرگ دستگیر شد و به عنوان یکی از اعضای مقاومت آلمان اعدام شد.
ولی همچنین در محفل سنت جان شوالیه عدالت بود. مطلبی که باعث ناراحتی نازی‌ها از او بود.
وی در زمان جنگ جهانی اول افسر توپخانه و رابط آلمان با امپراتوری عثمانی بوده‌است.

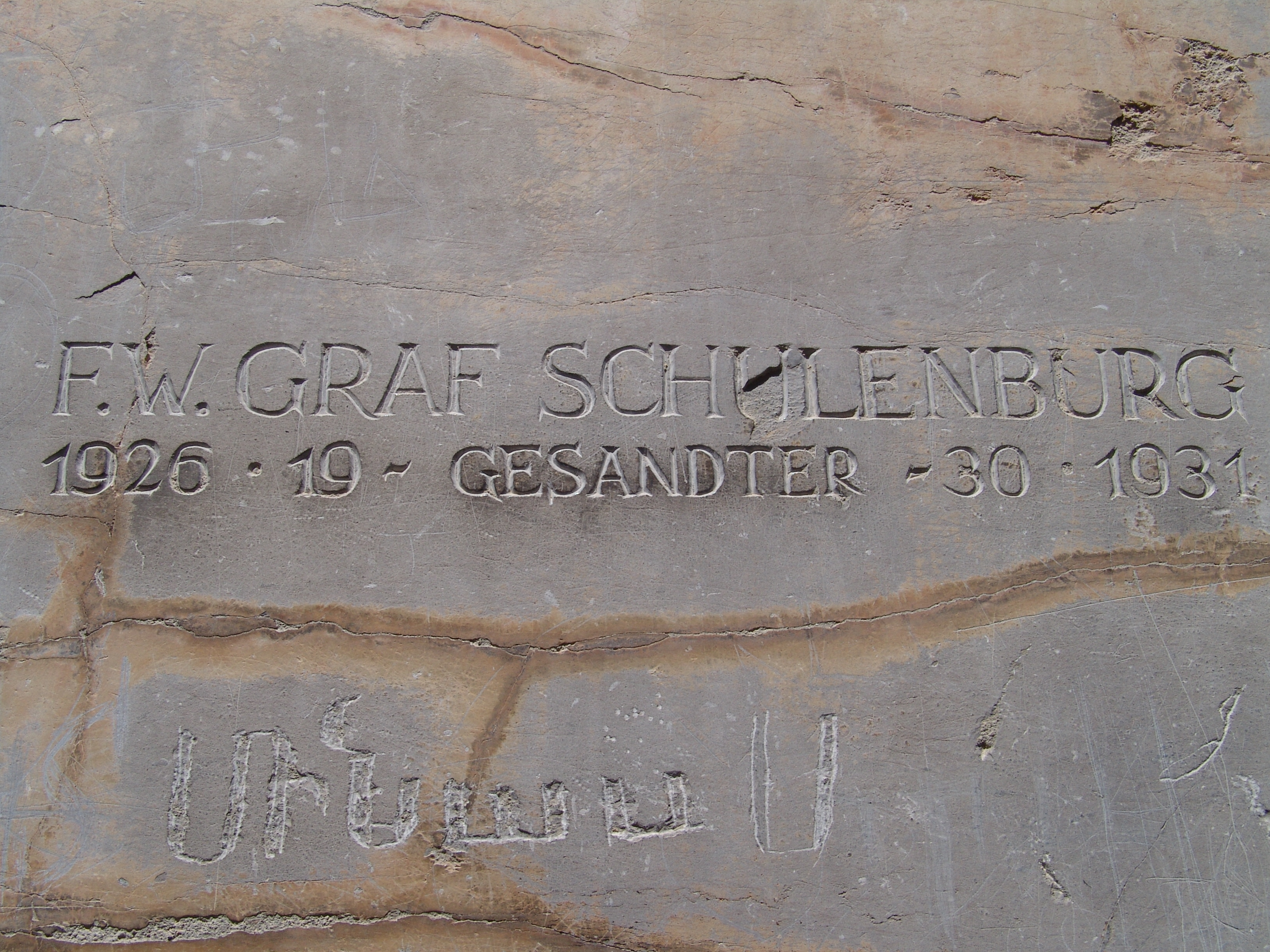
امضای شولنبرگ در تخت جمشید